# Babi Yar
Babi Yar (en ucraniano: Бабин Яр, Babyn Yar; en ruso: Бабий Яр, Babiy Yar) es un barranco a las afueras de Kiev, capital de Ucrania, utilizado por los nazis para perpetrar varias masacres durante su campaña contra la Unión Soviética, en la Segunda Guerra Mundial.
La primera y mejor documentada de las matanzas ocurrió entre el 29 y el 30 de septiembre de 1941, cuando 33 771 judíos fueron asesinados en una sola operación. La decisión de matar a todos los judíos de Kiev fue tomada por el gobernador militar, el general Kurt Eberhard; el comandante de la policía del ejército del Grupo Sur, el SS-Obergruppenführer Friedrich Jeckeln y el comandante Otto Rasch de las Einsatzgruppe C. Fue llevado a cabo por soldados del 4° Sonderkommando con la ayuda de batallones parapoliciales de las SD y SS y la complicidad de la policía local ucraniana. La masacre fue el mayor asesinato en masa en una única operación realizada por el régimen nazi y sus colaboradores durante su campaña contra la Unión Soviética. También fue la mayor masacre de única operación del Holocausto hasta esa fecha, siendo superada después por el exterminio de 43 000 judíos en la Aktion Erntefest de noviembre de 1943 y por la masacre de Odesa de octubre de 1941, con más de 50 000 civiles (principalmente judíos) asesinados, cometido por tropas alemanas y rumanas aliadas al régimen nazi.
En total, se estima que durante la ocupación nazi entre 100 000 y 150 000 personas fueron ejecutadas en Babi Yar. Entre las víctimas, además de judíos, hubo prisioneros de guerra soviéticos, partisanos, gitanos y comunistas.

## Contexto

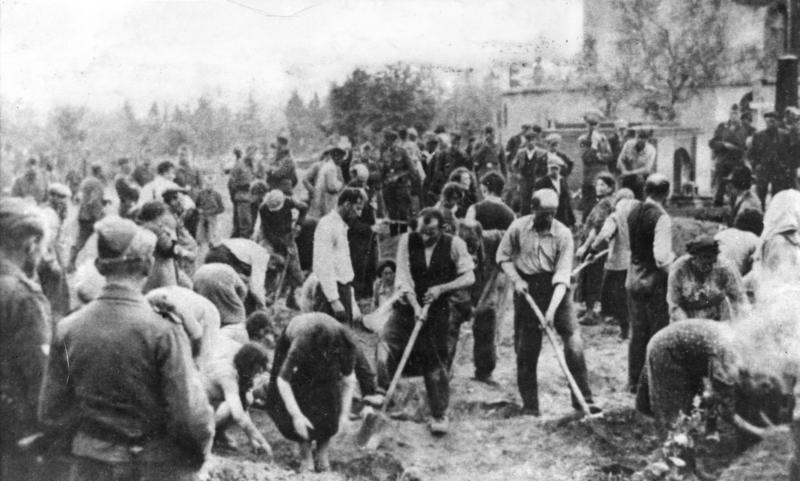
Judíos ucranianos cavando sus propias tumbas en Storow, Ucrania. 4 de julio de 1941.

El 22 de junio de 1941 las tropas de la Alemania nazi y sus aliados invadieron por sorpresa la Unión Soviética en la denominada Operación Barbarroja. A medida que los ejércitos alemanes iban capturando territorio, se desplegaban en él unas unidades especiales (Einsatzgruppen) formadas sobre todo por las SS cuya primordial misión era "la aniquilación de los judíos, los gitanos y los comisarios políticos". El primer incidente que ocurrió en Babi Yar fue el 27 de septiembre. Ese día fueron asesinados 752 pacientes de una clínica psiquiátrica. Los nazis consideraban a los dementes "basura humana". El plan contra los judíos de la URSS fue coordinado de manera diferente con respecto a los judíos de otros países europeos. La creación de guetos no fue planeada desde un principio, ya que el objetivo principal era la liquidación total de la población judía. El número de asesinatos de judíos se fue incrementando rápidamente a lo largo del verano de 1941, con matanzas cada vez mayores.

## La masacre del 29 al 30 de septiembre de 1941
«Все жиды города Киева и его окрестностей должны явиться в понеделннк 29 сентября 1941 пода к 8 часам утра на угол Mельниковой и Доктеривской улиц (Возле Кладбищ).

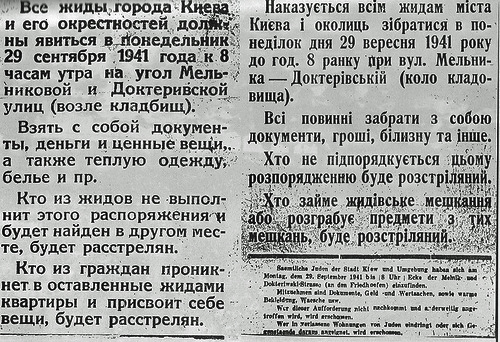
Comunicado del 28 de septiembre de 1941 en ruso, ucraniano y alemán ordenando a todos los judíos de Kiev a presentarse para un supuesto reasentamiento.

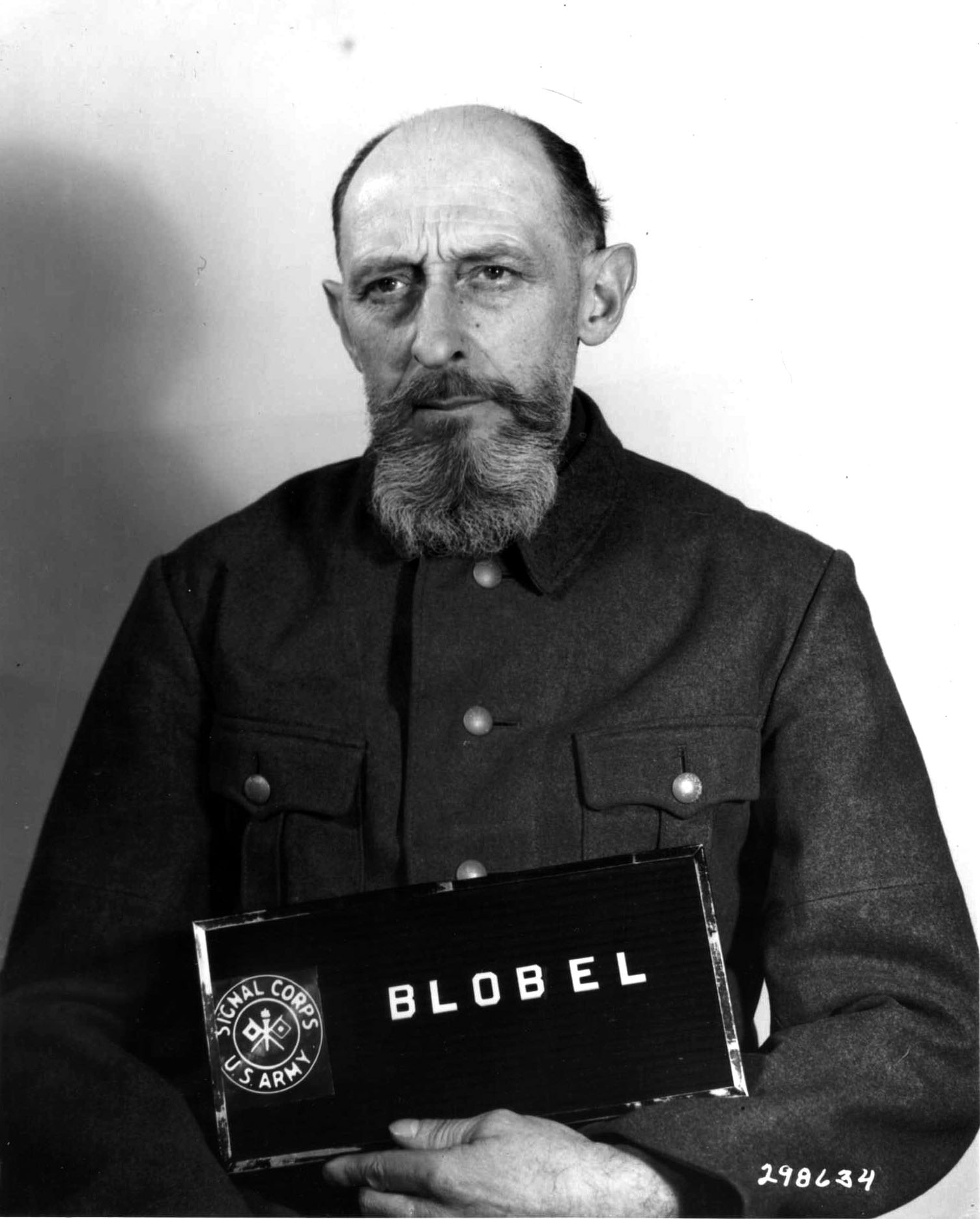
Paul Blobel ante el Tribunal Militar de Núremberg, marzo de 1948.

Взять с собой документы, деньги и цееные вещи, а также теплую одежду, белье и пр.   
Кто из жидов не выполнит зтого распоряжения и будет найден в другом месте, будет расстерлян. 
Кто из праждан проникнет в оставленные жидами квартиры и присвоит себевещи, будет расстерлян.»

«Todos los judíos de la ciudad de Kiev y sus alrededores deben aparecer el lunes 29 de septiembre de 1941 a las 8 am en la esquina de las calles Melnikova y Dokterivskaya (cerca de los cementerios).
Lleve consigo documentos, dinero y cosas, así como ropa de abrigo, ropa de cama, etc.
Aquel judío que no cumpla esta orden y sea encontrado en otro lugar, será ejecutado.

Cualquier agente de la ley que penetre en los apartamentos dejados por los judíos y confisque las cosas, será ejecutado.»
Comunicado a los judíos en Kiev el 28 de septiembre de 1941.

Las fuerzas del Eje, en su mayoría alemanes, cercaron Kiev, el 16 de septiembre de 1941 y entraron en la ciudad el 26 de septiembre. Kiev tenía una población judía antes de estallar la guerra de unas 200.000 personas, pero muchos huyeron antes de la invasión nazi o estaban sirviendo en el Ejército Rojo. Unos 50.000 judíos permanecieron, en su mayoría hombres mayores, mujeres y niños.
Tras la toma de la ciudad, explosiones e incendios provocados por saboteadores destruyeron unos 940 grandes edificios residenciales y administrativos. Entre esos atentados fue destruido el Hotel Continental, en el que se había instalado el cuartel general alemán, matando a cientos de militares alemanes. De inmediato los comandantes alemanes (tanto de la Wehrmacht como de las SS), el gobernador militar, el general Kurt Eberhard y el comandante de la policía del ejército del Grupo Sur, el SS-Obergruppenführer Friedrich Jeckeln, tomaron la decisión de exterminar a la población judía de Kiev, acusándolos de los atentados contra las tropas alemanas. En realidad, los atentados habían sido perpetrados por la policía política soviética, la NKVD. 
La Einsatzgruppe C llevó a cabo la masacre de Babi Yar y un número de otras masivas atrocidades fueron llevadas a cabo en Ucrania durante el verano y otoño de 1941. El comandante Otto Rasch de las Einsatzgruppe C y el oficial al mando del 4º Sonderkommando, SS-Standartenfuhrer Paul Blobel también estaban presentes en la reunión de la fatídica decisión. El 28 de septiembre el Ejército alemán colocó comunicados por toda la ciudad que decían:

«Todos los judíos que viven en la ciudad de Kiev y sus alrededores deben presentarse a las 8 de la mañana del día 29 de septiembre de 1941, en la esquina de las calles de Melnikovskaia y Dokhturov (cerca del cementerio). Deben llevar con ellos sus documentos, dinero, objetos de valor, así como ropa de abrigo, ropa de cama, etc. Cualquier judío que no acate esta orden y se encuentre en otro lugar será ejecutado. Los ciudadanos que ingresen a los apartamentos abandonados de los judíos y se apoderen de sus bienes serán fusilados.»
-Orden publicada en Kiev el 28 de septiembre de 1941.

Obedecieron unos 30 000 hombres, mujeres y niños, pensando que serían deportados en tren. En vez de eso, fueron conducidos a pie en fila por los soldados a las afueras, a una depresión llamada el barranco de Babi Yar, escogido porque permitiría ocultar una gran masa de cadáveres. El responsable de la operación fue el Standartenführer de las SS Paul Blobel, jefe del Sonderkommando 4ª del Einsatzgruppe C.

### La matanza
Los judíos fueron encaminados a zonas donde se les obligaba a abandonar su equipaje y ropas. Ya desnudos, unos policías ucranianos los dirigían al borde del barranco, donde se les ordenaba tumbarse boca abajo. Allí les disparaban con pistolas y metralletas. Cuando los judíos que venían detrás descubrieron los cadáveres se desató el pánico, muchos se pusieron a gritar, pero era demasiado tarde para escapar. Las nuevas víctimas tenían que tumbarse encima de los cadáveres frescos para ser asesinados a su vez.
Según lo descrito por un superviviente:

No se podía escapar. Los golpes eran brutales, la sangre fluía inmediatamente, de las cabezas, partes posteriores y hombros, a la izquierda y a la derecha. No se podía escapar o huir. Los soldados gritaban: "Schnell, schnell!" ["Rápido, rápido"] y reían divertidos, como si miraran un circo actuar: Incluso habían encontrado la manera de golpear con mayor dureza en los lugares más vulnerables, las costillas, el estómago y la ingle.

Según el informe del Sonderkommando 4ª, 33.771 judíos fueron asesinados en Babi Yar entre el día 29 de septiembre y el 30 de septiembre de 1941. La masacre estuvo a cargo del Einsatzgruppen D, apoyado por los miembros de un batallón Waffen-SS. Luego, fueron asesinadas en el mismo lugar unas 60.000 personas más, incluyendo gitanos y comisarios políticos del NKVD.
En 1943, cuando las tropas soviéticas empezaban a recuperar Ucrania, los alemanes organizaron una unidad especial denominada "Sonderkommando 1005", dirigida también por Blobel, para desenterrar los cadáveres de los judíos y quemarlos para no dejar rastros. Sin embargo el trabajo ocultó solo de modo parcial el crimen, que fue probado después de la guerra.

## Después de la guerra

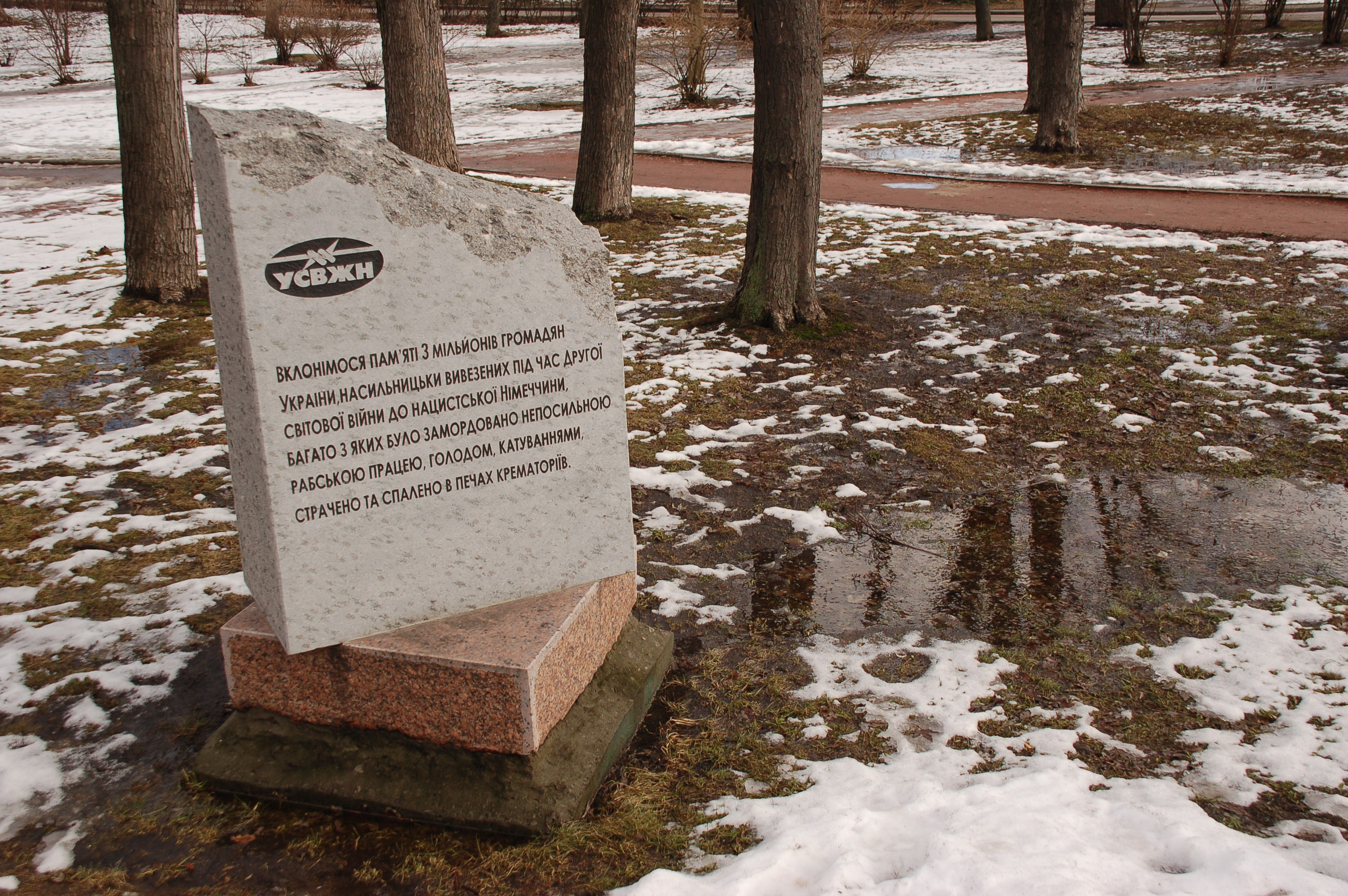
Monumento actual erigido en el sitio de la masacre de Babi Yar.

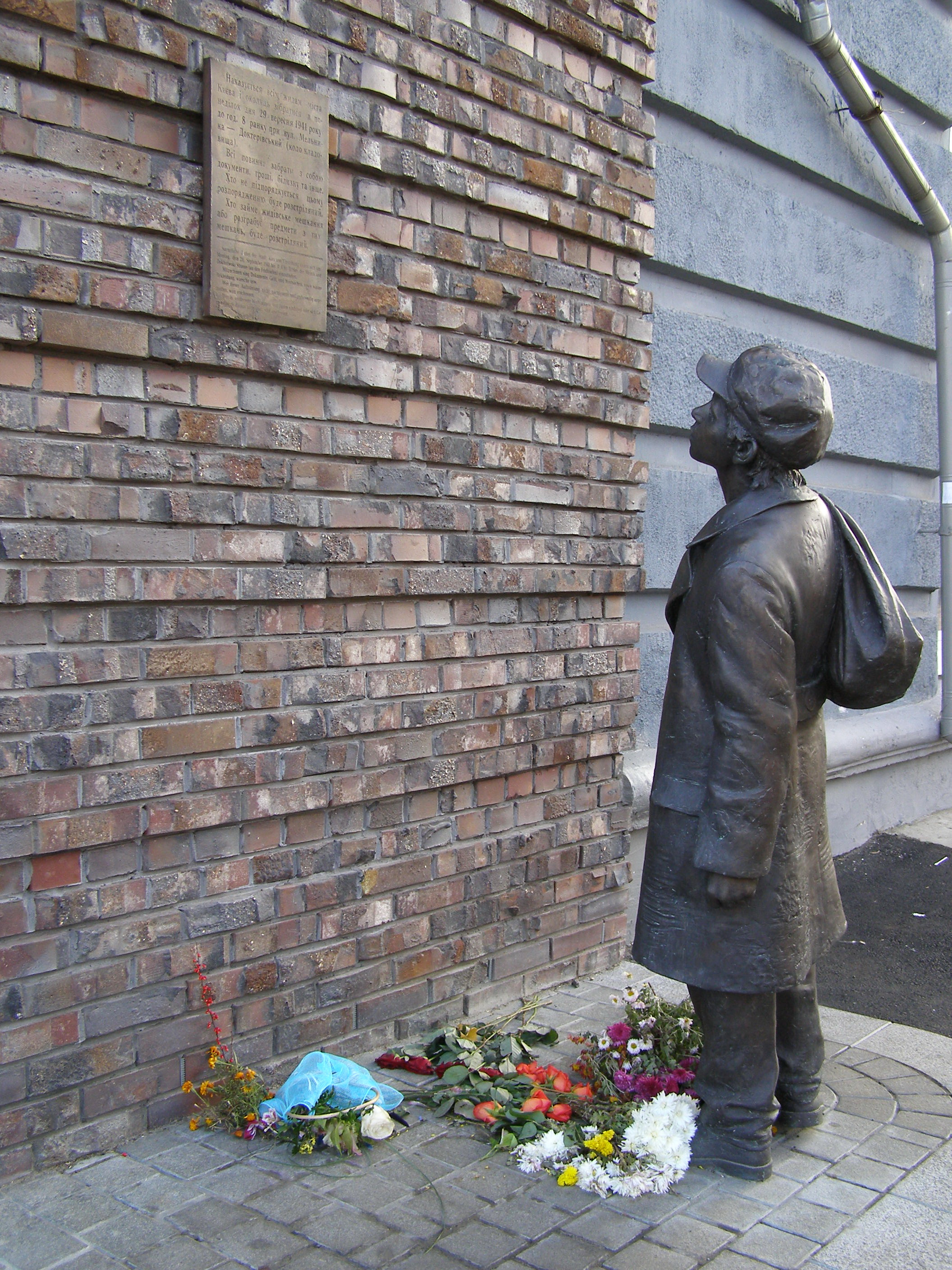
Monumento a Anatoli Kuznetsov en Kiev.

Entre 1946 y 1947 tuvo lugar el juicio contra los comandantes de los Einsatzgruppen, proceso en el que Paul Blobel fue juzgado y condenado a muerte. Tras varias peticiones infructuosas de clemencia, fue ejecutado en la horca el 7 de junio de 1951.
La masacre de judíos en Babi Yar inspiró un poema del poeta ruso Yevgueni Yevtushenko, que fue fijado en música por Dmitri Shostakóvich en su Sinfonía N.º 13. 
Babi Yar: Un documento en forma de novela es también el título de la novela documental de Anatoly Kuznetsov, que de pequeño había vivido en Kiev la ocupación nazi. En 2009 se inauguró en Kiev una escultura que representa al protagonista de la novela, un niño leyendo el comunicado de la administración alemana dirigido a los judíos.
En 2021, la película Babi Yar. Contexto del director ucraniano Serguéi Loznitsa obtuvo el Premio Especial del Jurado en el Festival Internacional de Cine de Cannes.